# Fliegerclub Eichstätt
Der Fliegerclub Eichstätt e. V., kurz FC Eichstätt, ist ein Eichstätter Sportverein für Segel-, Motor-, Ultraleicht- und Modellflug. Der Verein fliegt seit 2017 in der Segelflug-Bundesliga.

## Geschichte
Ein Segel- und Modellflugbetrieb fand in Eichstätt vereinzelt bereits vor dem Zweiten Weltkrieg in einer Ortsgruppe des Deutschen Luftsportverbandes (DLV) statt. Nach dem Ende des Flugverbotes der Alliierten wurde am 6. Januar 1950 der Fliegerclub Eichstätt e. V. mit 15 Mitgliedern gegründet. Im Juni 1951 begann der Verein mit dem wieder erlaubten Segelflug. Nach mehreren Starts auf dem Volksfestplatz, am Häringhof und auf den Aumühlwiesen wurde 1952 der Flugplatz auf der Waschetten bezogen.
Im Jahr 1975 brannten die Bauten auf dem Flugplatz teilweise nieder, wobei vier Vereinssegelflugzeuge sowie zwei private Flugzeuge verloren gingen.

## Flugplatz und Ausstattung

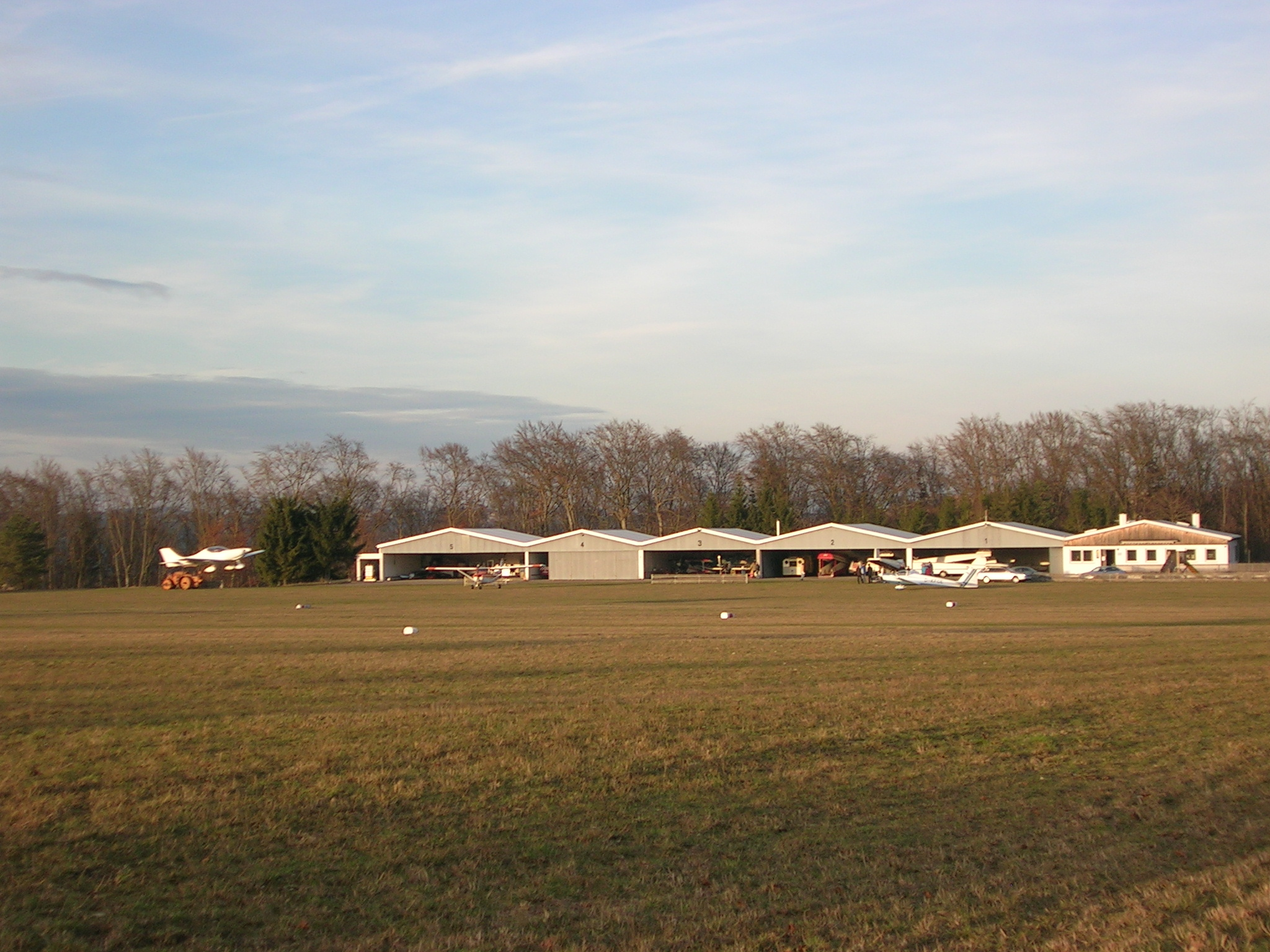
Flugplatz Eichstätt, Blick von Süden (2012)

Der Fliegerclub Eichstätt betreibt den 1952 eröffneten, etwa zwei Kilometer südlich des Stadtzentrums gelegenen Flugplatz Eichstätt. Der Platz ist ein Sonderlandeplatz und hat den ICAO-Code EDPE.
Neben mehreren Wirtschaftsgebäuden, einem Hangar und einer Werkstatt steht dort das Vereinsheim des Clubs. Beim Fliegerclub Eichstätt sind zehn Fluglehrer aktiv. Der Verein besitzt neun Segelflugzeuge, zwei Motorsegler, drei Motorflugzeuge sowie ein Ultraleichtflugzeug, die auf dem Flugplatz stationiert sind.

## Erfolge

### Mannschaftserfolge
- FC Eichstätt
  - 4. Platz in der 2. Segelflug-Bundesliga 2016[11]
  - 23. Platz in der Segelflug-Bundesliga 2017[6]
  - Teilnahme an der Segelflug-Bundesliga 2018[12]
- W. Ludwig, G. Pachowsky jun., H. Pickhard
  - 1. Platz DMSt Mannschaftswertung der Junioren in Deutschland 1990[13]

### Einzelerfolge von Vereinsmitgliedern
(Quelle:)
- Ottmar Schmidt
  - Bayerischer Meister der Standardklasse 1964
  - Deutscher Meister der Clubklasse 1971
  - 2× Bayerischer Meister der Clubklasse 1972, 1974
- Alfred Kössler
  - Deutscher Vizemeister 15m FAI-Motorsegler 1983
  - Deutscher Meister der 15m FAI-Klasse Motorsegler 1985
- Wolfgang Ludwig
  - Bayerische Junioren-Vizemeister 1988
  - Junior Segelflieger des Jahres in Deutschland und Herbert Eklöh-Preisträger 1988
  - 3× 1. Platz DMSt in Bayern 1988, 1989, 1990
  - Mittelfränkischer Meister 1990
  - Bayerischer Junioren-Meister 1992
  - Bezirksmeister in Bayreuth 1996
- Eckhard Wehnert
  - Bayerischer Meister der FAI-Klasse 1997
- Florian Bergér
  - Deutscher Meister im Motorkunstflug 2010
- Claudius Spiegel
  - Deutscher Meister im Motorkunstflug Advanced 2012
- Josef Mögn (Modellflug)
  - 7× Bayerischer Meister in den Klassen F3F und F3B-E 1978 bis 1991
  - Deutscher Meister in der Klasse F3B 1980
  - 2× Deutscher Vizemeister in den Klassen F3F und F3B-E 1981, 1986
  - 4 internationale Titel in den Klassen F3F und F3B-E 1979 bis 1988
  - Vize-Weltmeister in der Mannschaftswertung in der Klasse F3B in Rumänien 1995
  - 3. Platz F3B-Meisterschaft in München 1998

## Vorsitzende
- Willi Meister (1951–1967)[1][14]
- Gerhard Pachowsky (1967–?)[14]
- Karl Kölle (?–2015)[15][16]
- Erwald Lenk (2015–2021)[16][4]
- Claus Gelhorn (seit 2021)[17]